# Казаркино (Вологодская область)
Казаркино — упразднённая деревня в Грязовецком районе Вологодской области.
Входит в состав Сидоровского муниципального образования (с 1 января 2006 года по 9 апреля 2009 года входила в Лежское муниципальное образование), с точки зрения административно-территориального деления — в Анохинский сельсовет.
Расстояние до районного центра Грязовца по автодороге — 37 км, до центра муниципального образования Сидорово по прямой — 20 км. Ближайшие населённые пункты — Клепиково, Чистюнино, Хлызино.
По данным переписи в 2002 году постоянного населения не было.
В июле 2020 года упразднена.